# Aurelio Santos
Aurelio Santos Rodríguez (Camas, provincia de Sevilla, 7 de octubre de 1974) es un exfutbolista español. Actualmente es agente de jugadores en la empresa You First Sport .

## Trayectoria
Aurelio Santos se formó en las categorías inferiores del Real Betis, en juveniles llegó a ser internacional en categoría sub-18 participando en el IX Campeonato Europeo celebrado en Inglaterra en 1993 quedando la Selección española tercera al derrotar a  Portugal por 3-2 con Aurelio titular.
Estuvo siete temporadas y media en la disciplina blanquiverde, cinco y media jugando en el filial Real Betis B, (cuatro y media en Segunda B y otra en Tercera) y dos más cedido en Segunda División al Club Deportivo Badajoz y al Xerez CD, en este último no le acompañó la suerte pues tuvo que pasar por el quirófano y el club le dio de baja federativa, además se bajó de categoría.
En enero del año 2000 ficha por el Levante UD en el que juega dos temporadas y media siempre en Segunda pasando otras tres temporadas en las filas de la UD Salamanca. En 2005 vuelve al Xerez CD pero juega muy poco por lo que es cedido al CD Castellón.
En el CD Castellón se hace con la titularidad y juega a pleno rendimiento hasta que el 29 de mayo de 2008 se rompe el ligamento cruzado anterior de la rodilla izquierda y no es hasta el mes de febrero de 2009 que recibe el alta médica. Al finalizar el año se retira del fútbol activo. En el verano de 2010, ficha como ayudante de Oli como segundo entrenador del Real Betis Balompié B.

## Clubes
| 1992/93                         | Real Betis B           | España | Segunda División B | 28  | 3  |    |   |
| 1993/94                         | Real Betis B           | España | Tercera División   | 38  | 12 |    |   |
| 1994/95                         | Real Betis B           | España | Segunda División B | 31  | 2  |    |   |
| 1995/96                         | Real Betis B           | España | Segunda División B | 27  | 1  |    |   |
| 1996/97                         | Club Deportivo Badajoz | España | Segunda División   | 20  | 0  | 2  | 0 |
| 1997/98                         | Xerez CD               | España | Segunda División   | 5   | 0  | 1  | 0 |
| 1998/99                         | Real Betis B           | España | Segunda División B | 30  | 6  |    |   |
| 1999/00                         | Real Betis B           | España | Segunda División B | 18  | 1  | 0  | 0 |
| 1999/00                         | Levante UD             | España | Segunda División   | 16  | 2  | 0  | 0 |
| 2000/01                         | Levante UD             | España | Segunda División   | 23  | 2  | 2  | 0 |
| 2001/02                         | Levante UD             | España | Segunda División   | 28  | 3  | 1  | 0 |
| 2002/03                         | UD Salamanca           | España | Segunda División   | 32  | 2  | 1  | 0 |
| 2003/04                         | UD Salamanca           | España | Segunda División   | 33  | 4  | 1  | 0 |
| 2004/05                         | UD Salamanca           | España | Segunda División   | 38  | 7  | 1  | 0 |
| 2005/06                         | Xerez CD               | España | Segunda División   | 1   | 0  | 3  | 0 |
| 2005/06                         | CD Castellón           | España | Segunda División   | 22  | 6  |    |   |
| 2006/07                         | CD Castellón           | España | Segunda División   | 36  | 2  | 1  | 0 |
| 2007/08                         | CD Castellón           | España | Segunda División   | 26  | 2  | 1  | 0 |
| 2008/09                         | CD Castellón           | España | Segunda División   | 1   | 0  | 0  | 0 |
|                                 |                        |        | (en Tercera)       | 38  | 12 |    |   |
|                                 |                        |        | (en Segunda B)     | 134 | 13 |    |   |
|                                 |                        |        | (en Segunda)       | 281 | 30 | 14 | 0 |
| Actualizado 21 de junio de 2009 |                        |        |                    |     |    |    |   |